# Daptomicina
La daptomicina è un nuovo antibiotico lipopeptidico utilizzato nella cura di certe infezioni causate da organismi Gram-positivi. È un composto esistente in natura, che si trova nel saprofago del suolo Streptomyces roseosporus. Il suo diverso meccanismo di azione lo potrebbe rendere utile nella cura di infezioni causate da batteri multi-resistenti. In Italia è commercializzato con in nome di Cubicin dalla Novartis.

## Sviluppo e commercializzazione
Il composto fu scoperto originariamente dai ricercatori della Eli Lilly and Company negli anni ottanta, che chiamarono il composto LY 146032.
Esso risultò promettente nelle fasi I e II dei test clinici per la cura di infezioni causate da organismi Gram-negativi. Tuttavia, una terapia a dosi massicce fu associata ad effetti avversi sui muscoli scheletrici, tra cui mialgia e potenziale miosite. Per questo motivo la Eli Lilly interruppe lo sviluppo del farmaco. I diritti dell'LY 146032 furono in seguito acquisiti dalla Cubist Pharmaceuticals nel 1997, che introdusse quindi sul mercato il farmaco con il nome commerciale di Cubicin, dopo l'approvazione della Food and Drug Administration (FDA) statunitense nel settembre 2003. Nell'Unione europea e in diversi altri stati il Cubicin è commercializzato dalla Novartis, a seguito dell'acquisizione della Chiron Corporation, che possedeva in precedenza tali licenze.

## Farmacologia
La daptomicina ha un meccanismo di azione differenziato, che si basa sull'interruzione di molti aspetti funzionali diversi della membrana cellulare batterica. Sembra che si leghi alla membrana in presenza di adeguate concentrazioni di ioni calcio e causi una rapida depolarizzazione, formazione di canali con efflusso di ioni potassio intracellulari e perdita del potenziale di membrana. Si inibisce così la sintesi di proteine, DNA e RNA, provocando la morte della cellula batterica.
L'attività battericida della daptomicina dipende dalla sua concentrazione. Si ha prova in vitro della sinergia con gli antibiotici beta-lattamici.

## Microbiologia
La daptomicina è attiva unicamente contro i batteri Gram-positivi. Ha dimostrato attività in vitro contro gli enterococchi (inclusi gli enterococchi glicopeptide-resistenti - GRE), stafilococchi (incluso lo Staphylococcus aureus meticillino-resistente), streptococchi e corinebatteri. Importante soprattutto l'azione su enterococco faecium ed enterococco faecalis anche vancomicina resistenti
Le attuali linee guida per il trattamento di endocarditi e infezioni di cute e tessuti molli consigliano la co-somministrazione con un altro antibiotico per prevenire la resistenza alla daptomicina (comunque osservata molto raramente) e potenziare l'effetto battericida. Tuttavia, le evidenze disponibili da studi in vitro e in vivo suggeriscono che l'effetto sinergico debba essere attentamente valutato considerando sia il patogeno sia il sito di infezione, essendo stato osservato, seppur molto raramente, anche effetto antagonista. I risultati sulla superiorità dei regimi di combinazione rispetto alla monoterapia provenienti da esperienze cliniche sono ancora limitate e necessitano di maggior evidenza.

## Uso clinico

### Indicazioni
La daptomicina è utilizzata negli Stati Uniti per il trattamento delle infezioni della pelle causate da batteri Gram-positivi, come lo Staphylococcus aureus.

### Efficacia
La daptomicina ha dimostrato di non essere inferiore alle terapie standard (nafcillina, oxacillina, flucloxacillina o vancomicina) nella cura di batteremia e endocardite localizzata sul lato destro, causata dallo Staphylococcus aureus.
Durante la fase III delle sperimentazioni cliniche, dati circoscritti hanno mostrato che la daptomicina otteneva scarsi risultati in pazienti con endocardite dal lato sinistro. È inattivata da surfattanti polmonari e non è indicata per il trattamento della polmonite. La daptomicina non è stata studiata in pazienti con endocarditi della protesi valvolare o meningite.

### Dosaggio e forma
Per le infezioni della pelle e dei tessuti molli, la daptomicina è somministrata al dosaggio di 4 mg/kg per via endovenosa ogni 24 ore. Per lo Staphylococcus Aureus e le infezioni gravi e molto gravi la dose utilizzata è di 6 mg/kg endovena ogni 24 ore.
Il dosaggio della daptomicina deve essere ridotto nei pazienti con insufficienza renale. Non ci sono informazioni riguardanti il dosaggio nei pazienti minori di 18 anni.

### Effetti collaterali
Effetti collaterali associati all'uso della daptomicina includono:
- Cardiovascolari: ipotensione (2.4%), ipertensione (1.1%), edema, arresto cardiaco, tachicardia sopraventricolare
- Neurologici: mal di testa (5.4%), insonnia (4.5%), vertigini (2.2%), ansietà, confusione, paraestesia
- Dermatologici: rash (4.3%), prurito (2.8%), eczema
- Endocrini: ipocaliemia, iperglicemia, ipomagnesiemia, aumento del bicarbonato, squilibri elettrolitici
- Gastrointestinali: costipazione (6.2%), nausea (5.8%), diarrea (5.2%), vomito (3.2%), dispepsia (0.9%), dolori addominali, inedia, stomatiti, flatulenza
- Ematologici: anemia (2.1%), leucocitosi, trombocitopenia, trombocitosi, eosinofilia, aumento dell'INR
- Epatici: disfunzioni epatiche (3%) (fra cui fosfatasi alcalina e lattico dedrogenasi), ittero
- Muscoloscheletrici: alti livelli di creatinkinasi (CK) (2.8–10.5%), dolori articolari (1.5%), artralgia (0.9%), mialgia, crampi muscolari, miastenia, osteomieliti
- Renali: insufficienza renale acuta (2.2%)
- Respiratori: dispnea (2.1%)
- Altri: Reazione nel sito d'iniezione (5.8%), febbre (1.9%), ipersensibilizzazione

Ci sono testimonianze di miopatie e rabdomiolisi in pazienti che assumono contemporaneamente anche statine, ma non è chiaro se ciò avviene per effetto delle statine o se la daptomicina potenzia questi effetti. A causa degli scarsi dati statistici disponibili, le case farmaceutiche raccomandano di sospendere le statine durante l'assunzione di daptomicina.